# 氧化铁锂
氧化铁锂是一种无机化合物，化学式为FeLiO2。它可由草酸铁锂（Li3[Fe(C2O4)3]·5H2O）在600 °C时的热分解制得。碳酸锂和氧化铁的反应也能制得氧化铁锂。